# Karen (volk)

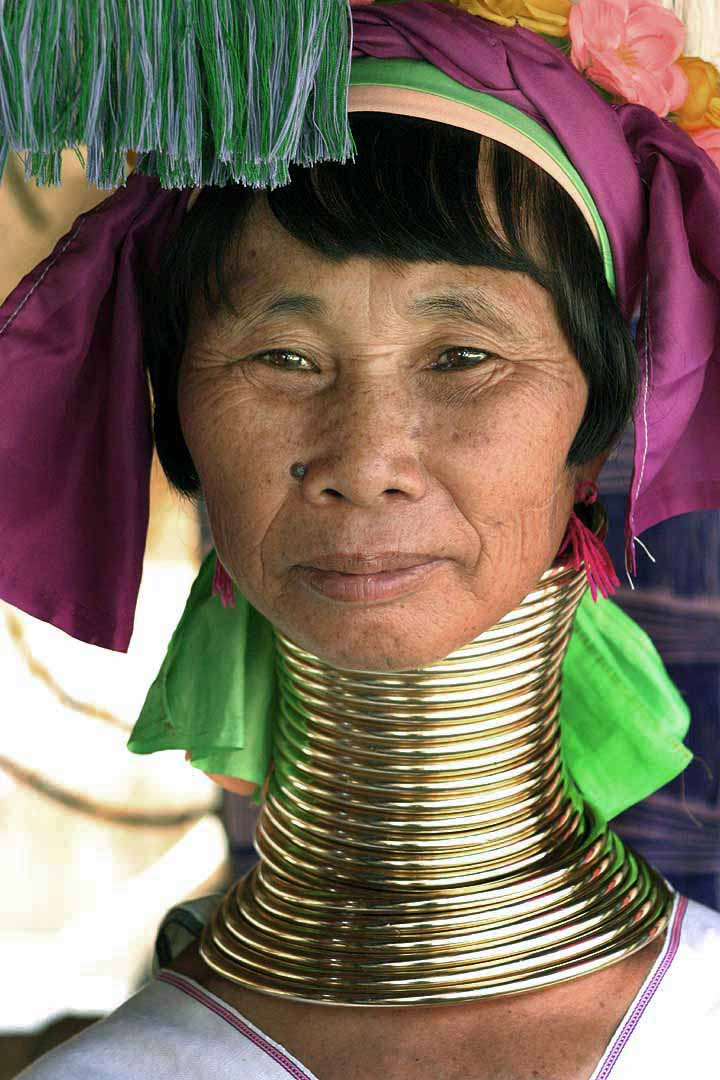
Tot de Karen behoren ook de ongeveer 7000 personen tellende Padaung, waarvan de vrouwen halsringen dragen waarmee ze hun nek oprekken.

De Karen zijn een volk dat in onder andere Myanmar, Thailand en Laos woont. In Thailand vormt het met 350 000 mensen in het jaar 2000 de grootste bergstam.
Volgens sommige overleveringen komt dit volk oorspronkelijk uit de Gobiwoestijn. Rond de 17e en 18e eeuw migreerden zij naar onder meer Thailand. Tot de Karen behoren ook de ongeveer 7000 personen tellende Padaung, waarvan de vrouwen vele halsringen dragen, waarmee ze hun nek oprekken door onder andere de schouderbladen en ribben naar beneden te drukken.
Op dit moment is een deel van de Karen boeddhistisch, een deel animistisch, maar is een groot deel ook christelijk, te midden van een boeddhistische samenleving. Zij zijn ook een van de stammen die het sterkst vechten tegen de overheersende junta van Myanmar. Zij hebben een vrijheidsleger, de Karen National Union (KNU). Veel van deze vrijheidsstrijders zijn gevlucht naar de jungles van Myanmar en Thailand. Een van de bolwerken van de vrijheidsstrijders heette Maner Plaw. Dit grote bolwerk, waar niet alleen Karen woonden, is verraden en nu wonen er meer dan 200 000 vluchtelingen hiervan in vluchtelingenkampen in Thailand. De Thaise regering heeft ze nog geen vluchtelingenstatus gegeven, waardoor bekende organisaties zoals het Rode Kruis en de UNHCR geen bevoegdheid hebben in deze kampen. De junta in Myanmar brandt regelmatig de kampen net over de grens van Thailand plat.
In januari 2012 ondertekenden vertegenwoordigers van de KNU en de Birmese regering een wapenstilstand. Deze gebeurtenis, die te midden van andere politieke concessie van de Birmese regering kwam, werd met voorzichtig optimisme begroet.

## Geschiedenis
Van de geschiedenis van dit volk is niet veel bekend. Ze zijn waarschijnlijk, als voorhoede van de volkeren die deze talen spreken, afkomstig uit het oorsprongsland van de Tibeto-Birmaanse talen, dat ongeveer samenvalt met de huidige Chinese provincies Sichuan en Yunnan en het oosten van Tibet.
Al vóór het begin van onze jaartelling trokken ze naar Centraal-Birma, waar ze vermoedelijk in de 9e eeuw verdreven werden door de voorouders der Birmanen. Toen vestigden ze zich in de berggebieden in het zuidoosten van het huidige Birma, nabij de grens met Thailand.
Onder het Brits koloniaal bestuur is een substantieel deel van de Karen (ongeveer een derde) bekeerd tot het christendom. Ongeveer evenveel beweren boeddhist te zijn en de rest zijn animisten. Animistische praktijken komen echter ook veel voor bij de christenen en boeddhisten onder hen. Onder het Brits koloniaal bestuur vormden de Karen een meer dan proportioneel deel van de inheemse troepen in het koloniale leger.
De taal van de Karen behoort tot Tibeto-Birmaanse talen, met sporen van een Austroaziatisch substraat.

## Verhalen rondom de Karen
Volgens overleveringen had het volk een godsdienst die vergelijkbaar is met het jodendom. Tijdens de tocht naar Thailand is het heilige boek van de Karen verloren gegaan, maar de verhalen zijn blijven bestaan. De eerste zendelingen die met de Karen in contact kwamen, dachten dat dit een verloren stam van Israël was.
Karel Glastra van Loon beschreef de Karen in zijn boek De onzichtbaren (2003). Jan Bogaerts maakte samen met Karel Glastra van Loon het fotoboek De onzichtbaren in beeld (2006).